# Rafael Bordoy Pomar
Rafael Bordoy i Pomar (Alcúdia, Mallorca el 17 d'octubre de 1936). És un escriptor i historiador alcudienc.
De jove s'incorporà a l'escola militar degut a la sortida professional que aquesta professió li oferia. Va romandre cinc anys a Madrid, mig a Girona, tretze a Sollér i finalment es retirà a Palma on amb 50 anys va passar a formar part del cos de reservistes de l'exèrcit.
La seva carrera literària com a escriptor començà com a president de l'Obra Cultural de Santa Margalida, fou director de la revista vilera Sa Revista de Santa Margalida i dirigí de la col·lecció Mixtàlia que edita el Departament de Cultura del Consell de Mallorca. Al llarg de la seva carrera ha publicat poesia, narració, història contemporània, biografies. Ha estat, alhora, autor d'una trentena de goigs dedicats a distintes advocacions. Ha rebut nombrosos guardons per les seves publicacions, sobretot per les que fa a les de poesia. Podem destacar la Rosa de la Pau (Castellitx), Reina Amàlia. Consolació de Sant Joan, finalista del premi Cavall Verd, de traducció poètica.
Un dels seus poetes favorits és Francisco de Quevedo al qual dedicà en 1994 una versió catalana de Sonets transcendents d'aquest mateix poeta.
En 1990 fou el pregoner de les festes de la Beata a Santa Margalida, en 1997 de les Festes de Sant Jaume (Alcúdia), de La Calatrava de Palma, de les Festes del Carme del port de Pollença i dels pregons de Setmana Santa de Pollença, així com de Santa Margalida en dues ocasions més. Premi "Joan Mascaró Fornés", concedit per l'Obra Cultural Balear de Santa Margalida.
Actualment viu a Santa Margalida (Mallorca), el poble on va néixer la seva esposa.

## Obra[3]
- Abans que la veu s'ofegui - 1986
- Entre l'ocàs i l'aurora - 1989
- Aimada solitud. Editor Capaltard- 1994
- La Salle a Santa Margalida. 56 años de historia. Mallorca, 1994.
- Cronologia. Editor: Caixa de Balears- 1998
- El Blau de la distancia. Editor: El Tall.-2001
- Ofici de ferrer, feina de batle. Santa Margalida- 2002
- Com un calfred de llum. Editor: Caixa de Balears- 2003
- Versió catalana de 23 sonets Transcendents de Francisco de Quevedo. Editor: El Gall- 2005
- Vida de Sant Joan Baptista de la Salle. 2005
- Clarenderes. 2005
- La cova de Sant Martí i el Sant Crist d'Alcúdia. Editor Ajuntament d'Alcúdia- 2006
- Camins oberts a l'alba. Editor El Gall, 2007
- Tallats de lluna. Editor "Sa Nostra" - 2007
- Solatges. Editor Ajuntament d'Alcúdia -2009
- Portals oberts al carrer. Editor Ajuntament de Santa Margalida-2009
- Per les venes d'un poble. Editor Ajuntament de Santa Margalida-2010
- Ara fa cent anys. Editor Hermanos de las Escuelas Cristianas.-2012
- Felicià Fuster, a l'ombra de les paraules. Editor: Lleonard Muntaner Editor.-2013
- Ofrena de Versos a Santa Catalina Tomàs. (2 toms) Consell de Mallorca -2014
- Dites del Vicari Rubí (Recull de fraseologia popular). Ajuntament de Santa Margalida -2016
- Margaritense, el futbol a la Vila. Ajuntament de Santa Margalida, -2017
- Han tocat silenci. Edicions Balèria -2018
- Els Jardins inaccessibles. On Accent -2019
- La llibreria Jovellanos, un lloc edntranyable de Ciutat. Edita Francesc Salleras -2019
- Alcúdia amb uantlls d'infant. Edita Ajuntament d'Alciudia -2021